# Platyplectrus meruensis
Platyplectrus meruensis är en stekelart som först beskrevs av Vittorio Luigi Delucchi 1962.  Platyplectrus meruensis ingår i släktet Platyplectrus och familjen finglanssteklar. Inga underarter finns listade i Catalogue of Life.